# Leperina fraterna
Leperina fraterna is een keversoort uit de familie schorsknaagkevers (Trogossitidae). De wetenschappelijke naam van de soort werd in 1886 gepubliceerd door Arthur Sidney Olliff.